# Andrée De Jongh
Andrée De Jongh (Schaerbeek, 30 novembre 1916 – Bruxelles, 13 ottobre 2007) è stata una partigiana belga; con la francese Marie-Madeleine Fourcade fu una delle rare donne a gestire una rete della Resistenza.

## Biografia

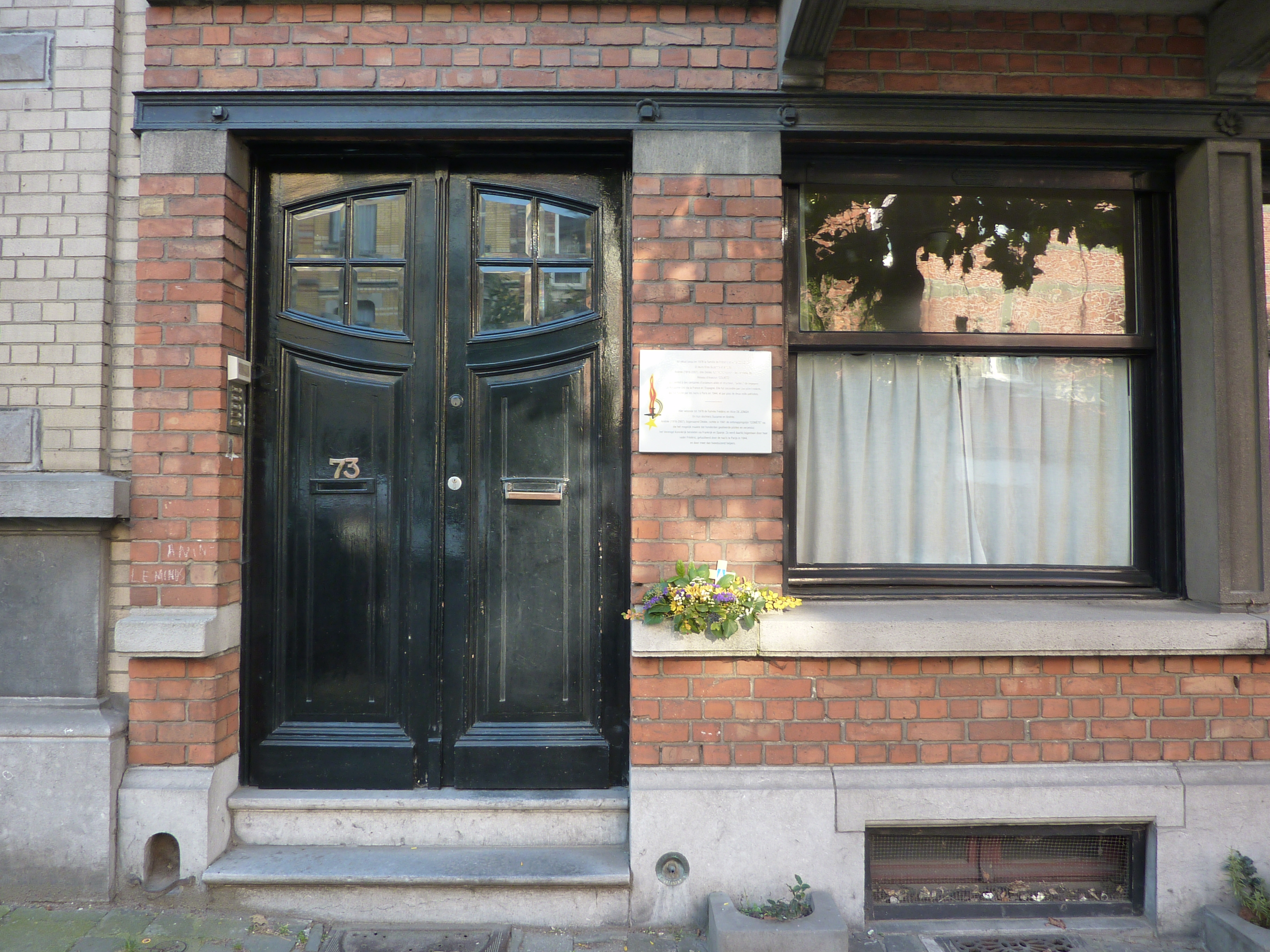
La casa natale di Andrée De Jongh a Schaerbeek

Andrée nasce a Schaerbeek, un anno dopo sua sorella Suzanne. Suo padre, Frédéric De Jongh, era il preside della scuola elementare della rue Gaucheret a Schaerbeek, che ora porta il suo nome. Sua madre, Alice Decarpentrie, era insegnante. La famiglia era molto patriottica e il padre aveva una grande ammirazione per Gabrielle Petit, fucilata dai tedeschi nel 1916 per aver trasmesso informazioni agli inglesi, e Edith Cavell, l'infermiera inglese che, lavorando in Belgio durante la prima guerra mondiale, riuscì a fare rimpatriare numerosi soldati alleati.
Il padre le consiglia di sviluppare le sue doti artistiche e nel 1937 Andrée si diploma all'Istituto superiore di arti decorative de La Cambre, un istituto molto prestigioso in Belgio, creato da Henry van de Velde nel 1927. Per motivi di lavoro si trasferisce a Malmedy. Il 10 maggio 1940, quando i tedeschi invadono il Belgio, si trova a soli pochi kilometri dalla frontiera e riesce a rientrare a casa con grande difficoltà. La dichiarazione di resa annunciata dal re Leopoldo III viene vissuta male dalla famiglia De Jongh e Dédée, come era soprannominata in casa, con il suo diploma di soccorritrice decide di recarsi a Bruges per rendersi utile presso la Croce Rossa. Inizia a lavorare presso l'ospedale Saint Jean, trasformato in ospedale militare. Durante la sua attività presso l'ospedale, che va dal 28 maggio al 15 settembre, partecipa ai tentativi di salvataggio dei pazienti, organizzando delle fughe.
Rientrata a casa, suo primo obiettivo è di collaborare con la Resistenza. Molti soldati alleati non erano riusciti a evacuare dopo la battaglia di Dunkerque ed erano nascosti dalla popolazione belga. Andrée s'implica sempre di più nella Resistenza e nell'aprile del 1941 incontra Arnold Deppé. Con lui organizza una rete per far rientrare i soldati in Gran Bretagna passando da Anglet e facendo loro attraversare la Spagna fino a raggiungere Gibilterra. Il primo convoglio, finanziato con la vendita dei gioielli di Andrée, parte da Bruxelles il 15 luglio 1941 I fuggitivi sono catturati dalla polizia spagnola e consegnati ai tedeschi. Il secondo viaggio, che avviene ad agosto, viene bloccato già alla frontiera franco-belga e viene arrestato anche Arnold Deppé. Andrée, con altri tre fuggitivi, avendo optato per un altro percorso, riesce a salvare se stessa e i suoi protetti. Raggiunta la Spagna, decide di contattare direttamente il console britannico di Bilbao per facilitare il trasferimento dei fuggiaschi in Spagna. Ormai identificata dai tedeschi, non può più rientrare in Belgio, ma la rete dei contatti è organizzata. Andrée decide di operare dalla Francia. Gli Alleati le danno fiducia e la rete da lei creata viene prima chiamata Réseau Dedée e poi Réseau Comète.
Il Réseau Comète salvò più di 950 persone. Il 15 gennaio 1943 viene catturata in una fattoria dove si era rifugiata con tre piloti per attraversare la frontiera. Il tradimento fu causato da un semplice garzone della fattoria. Incarcerata prima a Bayonne e poi al forte di Hâ a Bordeaux, viene interrogata energicamente, anche se non viene veramente torturata, per farle rivelare i nomi dei collaboratori e il nascondiglio del padre, considerato erroneamente il capo della rete. Frédéric De Jongh viene arrestato nel giugno del 1943 e fucilato il 28 marzo 1944 a Mont-Valérien vicino a Suresnes. Nel luglio 1943 Andrée è inviata in Germania; prima viene internata in semplici prigioni, poi nel campo di concentramento di Ravensbrück e poi nel campo di concentramento di Mauthausen, dal quale sarà liberata il 22 aprile 1945.
Alla fine della guerra inizia gli studi per diventare infermiera. Nel 1954 si reca nel Congo belga per curare i lebbrosi, poi nel 1961 si reca in Camerun, nel 1967 si trasferisce in Etiopia e nel 1980 passa in Senegal. Nel 1981, all'età di 65 anni, dopo una vita dedicata agli altri, rientra a Bruxelles. Nel 1985 il re Baldovino, che l'aveva incontrata a Mbandaka, la nomina contessa.
Muore il 13 ottobre 2007 presso la Clinica universitaria Saint Luc di Woluwe-Saint-Lambert. La salma viene tumulata nel cimitero di Schaerbeek il 19, giorno del suo funerale.

## Riconoscimenti
- Alla fine della guerra riceve il titolo onorario di luogotenente colonnello dell'Aeronautica militare belga.[16]

## Nella cultura di massa
- Il libro Little Cyclone di Airey Neave (1954) racconta la storia di Andrée de Jongh, utilizzando come titolo il soprannome che il padre le aveva dato. ISBN 9781849549608
- Nel romanzo L'usignolo della scrittrice statunitense Kristin Hannah (2015), il personaggio principale è ispirato a Andrée de Jongh.[18]
- La serie televisiva britannica "Secret Army", è incentrata sul Réseau Comète e la figura di Andrée de Jongh.[19]